# 丘德湖
62°47′N 32°37′E / 62.783°N 32.617°E
丘德湖（俄语：Чудозеро），是俄羅斯的湖泊，位於該國西北部，由卡累利阿共和國負責管轄，面積9.52平方公里，湖岸線長度20.6公里，集水區面積2,900平方公里，平均水深2-2.5米。